# Hércules (trilha sonora)
Hercules: An Original Walt Disney Records Soundtrack é a trilha sonora do filme Hércules. Consiste com músicas escritas pelo compositor Alan Menken e pelo letrista David Zippel, orquestrado por Daniel Troob and Michael Starobin e com vocais realizados por Lillias White, LaChanze, Roz Ryan, Roger Bart, Danny DeVito, Susan Egan, entre outros. O álbum também inclui a versão bem-sucedida de "Go the Distance" interpretada por Michael Bolton. Para a versão espanhol do filme, "Go the Distance" foi regravada por Ricky Martin e lançada como single com o título "No Importa La Distancia", sendo também bem-sucedida. Além da versão em espanhol, Ricky gravou a canção na língua portuguesa para a trilha sonora lançada no Brasil e em Portugal com o título "Já Não Há Distância". Na versão em turco do filme, "Go the Distance" foi cantada por Tarkan, que também foi o intérprete do Hércules na versão adulta.
"Go the Distance" foi nomeada para o Oscar de melhor canção original e para o Globo de Ouro de melhor canção original, mas acabou perdendo para o hit "My Heart Will Go On" de Céline Dion do filme Titanic.
Belinda Carlisle gravou duas versões de "I Won't Say (I'm in Love)", incluindo um videoclipe. Embora essa versão não esteja na versão em inglês do filme, várias dublagens estrangeiras usaram essa versão no lugar da reprise de "A Star Is Born" nos créditos finais.

## Lista de faixas
Todas as letras escritas por David Zippel, todas as músicas compostas por Alan Menken.
| N.º | Título                                     | Intérprete(s)                                                                       | Duração |  |
| 1.  | "Long Ago..."                              | Charlton Heston                                                                     | 0:30    |  |
| 2.  | "The Gospel Truth I / Main Title"          | Lillias White, LaChanze, Roz Ryan, Cheryl Freeman e Vanéese Y. Thomas               | 2:25    |  |
| 3.  | "The Gospel Truth II"                      | Roz Ryan                                                                            | 0:59    |  |
| 4.  | "The Gospel Truth III"                     | Lillias White, LaChanze, Roz Ryan, Cheryl Freeman e Vanéese Y. Thomas               | 1:05    |  |
| 5.  | "Go the Distance"                          | Roger Bart                                                                          | 3:14    |  |
| 6.  | "Oh Mighty Zeus" (Instrumental)            |                                                                                     | 0:45    |  |
| 7.  | "Go the Distance (Reprise)"                | Roger Bart                                                                          | 0:57    |  |
| 8.  | "One Last Hope"                            | Danny DeVito                                                                        | 3:00    |  |
| 9.  | "Zero to Hero"                             | Tawatha Agee, Lillias White, LaChanze, Roz Ryan, Cheryl Freeman e Vanéese Y. Thomas | 2:20    |  |
| 10. | "I Won't Say (I'm in Love)"                | Susan Egan, Lillias White, LaChanze, Roz Ryan, Cheryl Freeman e Vanéese Y. Thomas   | 2:20    |  |
| 11. | "A Star Is Born"                           | Lillias White, LaChanze, Roz Ryan, Cheryl Freeman e Vanéese Y. Thomas               | 2:04    |  |
| 12. | "Go the Distance" (Single)                 | Michael Bolton                                                                      | 4:42    |  |
| 13. | "The Big Olive" (Instrumental)             |                                                                                     | 1:07    |  |
| 14. | "The Prophecy" (Instrumental)              |                                                                                     | 0:53    |  |
| 15. | "Destruction of the Agora" (Instrumental)  |                                                                                     | 2:07    |  |
| 16. | "Phil's Island" (Instrumental)             |                                                                                     | 2:25    |  |
| 17. | "Rodeo" (Instrumental)                     |                                                                                     | 0:39    |  |
| 18. | "Speak of the Devil" (Instrumental)        |                                                                                     | 1:30    |  |
| 19. | "The Hydra Battle" (Instrumental)          |                                                                                     | 3:28    |  |
| 20. | "Meg's Garden" (Instrumental)              |                                                                                     | 1:14    |  |
| 21. | "Hercules' Villa" (Instrumental)           |                                                                                     | 0:37    |  |
| 22. | "All Time Chump" (Instrumental)            |                                                                                     | 0:37    |  |
| 23. | "Cutting the Thread" (Instrumental)        |                                                                                     | 3:23    |  |
| 24. | "A True Hero / A Star Is Born (End Title)" | Lillias White, LaChanze, Roz Ryan, Cheryl Freeman e Vanéese Y. Thomas               | 5:33    |  |

## Edição brasileira
Hércules Em Português: Uma Trilha Sonora Original de Walt Disney Records foi lançada no Brasil em 1997 pela Velas e Walt Disney Records. Contém duas versões da canção "Go the Distance" interpretada por Ricky Martin, sendo uma em espanhol e outra em português.
A versão brasileira de "I Won't Say (I'm in Love)" (Não Direi) presente na trilha sonora foi interpretada por Kika Tristão. A cantora foi premiada como a melhor cantora dubladora da América Latina pela Disney, sendo a primeira vez que o Brasil recebe o prêmio.
Todas as letras escritas por David Zippel, versão em português por Marcelo Coutinho e Renato Rosenberg, todas as músicas compostas por Alan Menken.
| Lista de faixas |                                            |                                                                                        |         |  |
| N.º             | Título                                     | Intérprete(s)                                                                          | Duração |  |
| 1.              | "Faz Tempo"                                | Ênio Santos                                                                            | 0:30    |  |
| 2.              | "O Que Passou I"                           | Rosa Marya Colin, Kacau Gomes, Marya Bravo, Sabrina Korgut e Kiara Sasso               | 2:25    |  |
| 3.              | "O Que Passou II"                          | Rosa Marya Colin, Kacau Gomes, Marya Bravo, Sabrina Korgut e Kiara Sasso               | 0:59    |  |
| 4.              | "O Que Passou III"                         | Rosa Marya Colin, Kacau Gomes, Marya Bravo, Sabrina Korgut e Kiara Sasso               | 1:05    |  |
| 5.              | "Vencer Distâncias"                        | Marcus Menna                                                                           | 3:14    |  |
| 6.              | "Zeus Todo Poderoso" (Instrumental)        |                                                                                        | 0:45    |  |
| 7.              | "Vencer Distâncias (Reprise)"              | Marcus Menna                                                                           | 0:57    |  |
| 8.              | "Minha Chance"                             | Mauro Ramos                                                                            | 3:00    |  |
| 9.              | "De Zero a Herói"                          | Rosa Marya Colin, Kacau Gomes, Marya Bravo, Sabrina Korgut e Kiara Sasso               | 2:20    |  |
| 10.             | "Não Direi"                                | Kika Tristão, Rosa Marya Colin, Kacau Gomes, Marya Bravo, Sabrina Korgut e Kiara Sasso | 2:20    |  |
| 11.             | "Brilhou no Céu (Parte I)"                 | Rosa Marya Colin, Kacau Gomes, Marya Bravo, Sabrina Korgut e Kiara Sasso               | 2:04    |  |
| 12.             | "Já Não Há Distância" (Tema Principal)     | Ricky Martin                                                                           | 4:46    |  |
| 13.             | "A Grande Azeitona" (Instrumental)         |                                                                                        | 1:07    |  |
| 14.             | "A Profecia" (Instrumental)                |                                                                                        | 0:53    |  |
| 15.             | "Destruição de Agora" (Instrumental)       |                                                                                        | 2:07    |  |
| 16.             | "A Ilha de Fil" (Instrumental)             |                                                                                        | 2:25    |  |
| 17.             | "Rodeio" (Instrumental)                    |                                                                                        | 0:39    |  |
| 18.             | "Falando do Rei de Tebas" (Instrumental)   |                                                                                        | 1:30    |  |
| 19.             | "A Batalha contra a Hidra" (Instrumental)  |                                                                                        | 3:28    |  |
| 20.             | "O Jardim de Meg" (Instrumental)           |                                                                                        | 1:14    |  |
| 21.             | "A Vila de Hércules" (Instrumental)        |                                                                                        | 0:37    |  |
| 22.             | "Bocó" (Instrumental)                      |                                                                                        | 0:37    |  |
| 23.             | "Cortando a Corda" (Instrumental)          |                                                                                        | 3:23    |  |
| 24.             | "Brilhou no Céu"                           | Rosa Marya Colin, Kacau Gomes, Marya Bravo, Sabrina Korgut e Kiara Sasso               | 5:33    |  |
| 25.             | "No Importa La Distancia" (Tema Principal) | Ricky Martin                                                                           | 4:46    |  |

## Edição portuguesa
Hércules: Banda Sonora em Português foi lançada em Portugal em 1997 pela Walt Disney Records e Lusomundo.
Todas as letras escritas por David Zippel, todas as músicas compostas por Alan Menken.
| Lista de faixas |                                           |                                                                                       |         |  |
| N.º             | Título                                    | Intérprete(s)                                                                         | Duração |  |
| 1.              | "Shooting Star"                           | Boyzone                                                                               | 4:13    |  |
| 2.              | "Go the Distance"                         | Michael Bolton                                                                        | 4:42    |  |
| 3.              | "A Star Is Born"                          | Jocelyn Brown                                                                         | 2:04    |  |
| 4.              | "The Gospel Truth"                        | Jocelyn Brown                                                                         | 4:27    |  |
| 5.              | "I Won't Say (I'm in Love)"               | Belinda Carlisle                                                                      | 3:17    |  |
| 6.              | "Já Não Há Distância"                     | Ricky Martin                                                                          | 4:51    |  |
| 7.              | "Zero to Hero"                            | Sounds of Blackness                                                                   | 3:58    |  |
| 8.              | "Há Muito, Muito Tempo"                   | António Marques                                                                       | 0:30    |  |
| 9.              | "É a Verdade a Nú I"                      | Sara Tavares, Sandra Fidalgo, Paula Oliveira, Susana Félix e Rita Guerra              | 2:25    |  |
| 10.             | "É a Verdade a Nú II"                     | Sara Tavares, Sandra Fidalgo, Paula Oliveira, Susana Félix e Rita Guerra              | 0:59    |  |
| 11.             | "É a Verdade a Nú III"                    | Sara Tavares, Sandra Fidalgo, Paula Oliveira, Susana Félix e Rita Guerra              | 1:05    |  |
| 12.             | "Mais Longe"                              | Carlos Coincas                                                                        | 3:14    |  |
| 13.             | "Oh, Poderoso Zeus" (Instrumental)        |                                                                                       | 0:45    |  |
| 14.             | "Mais Longe (Repetição)"                  | Carlos Coincas                                                                        | 0:57    |  |
| 15.             | "Um Novo Herói"                           | José Raposo                                                                           | 3:00    |  |
| 16.             | "De Zero a Herói"                         | Sara Tavares, Sandra Fidalgo, Paula Oliveira, Susana Félix e Rita Guerra              | 2:20    |  |
| 17.             | "Eu Nem Sei Se É Amor"                    | Carla de Sá, Sara Tavares, Sandra Fidalgo, Paula Oliveira, Susana Félix e Rita Guerra | 2:20    |  |
| 18.             | "O Herói Venceu"                          | Sara Tavares, Sandra Fidalgo, Paula Oliveira, Susana Félix e Rita Guerra              | 2:04    |  |
| 19.             | "A Grande Azeitona" (Instrumental)        |                                                                                       | 1:07    |  |
| 20.             | "A Profecia" (Instrumental)               |                                                                                       | 0:53    |  |
| 21.             | "A Destruição de Agora" (Instrumental)    |                                                                                       | 2:07    |  |
| 22.             | "A Ilha de Fil" (Instrumental)            |                                                                                       | 2:25    |  |
| 23.             | "Rodeo" (Instrumental)                    |                                                                                       | 0:39    |  |
| 24.             | "O Discurso do Diabo" (Instrumental)      |                                                                                       | 1:30    |  |
| 25.             | "A Batalha de Hidra" (Instrumental)       |                                                                                       | 3:28    |  |
| 26.             | "O Jardim de Meg" (Instrumental)          |                                                                                       | 1:14    |  |
| 27.             | "A Vila de Hércules" (Instrumental)       |                                                                                       | 0:37    |  |
| 28.             | "O Campeão dos Distraídos" (Instrumental) |                                                                                       | 0:37    |  |
| 29.             | "O Corte do Fio" (Instrumental)           |                                                                                       | 3:23    |  |
| 30.             | "Um Verdadeiro Herói / O Herói Venceu"    | Sara Tavares, Sandra Fidalgo, Paula Oliveira, Susana Félix e Rita Guerra              | 5:33    |  |

## Certificações
| País                  | Certificação | Vendas/Cópias |
| --------------------- | ------------ | ------------- |
| Estados Unidos (RIAA) | Ouro         | 500.000       |